# Славек і Славко
Славек і Славко (пол. Slavek i Slavko) — офіційні талісмани чемпіонату Європи з футболу 2012 року в Польщі та Україні, створений компаніями Rainbow Productions та Warner Bros..

## Вибір назви
Фанати обох країн визначилися з вибором імен. У голосуванні взяли участь 39 233 особи. Славек і Славко набрали 56 % голосів, випередивши Сімка і Стрімко (29 %) та Клемека та Ладка (15 %). Результати голосування були оголошені 4 грудня 2010 року Києві.
| Місце | Імена           | Голосів |
| ----- | --------------- | ------- |
| 1     | Славек і Славко | 56 %    |
| 2     | Сімко і Стрімко | 29 %    |
| 3     | Клемек і Ладко  | 15 %    |

## Зовнішній вигляд
Талісмани були вперше представлені 9 листопада 2010 року у Великому театрі у Варшаві. Вони є близнюками, що символізують близькість обох країн — Польщі та України, а також поєднання сучасності та традицій, а також мають на меті заохотити молодих вболівальників поглибити свої знання про країни, які організовують турнір. Вони одягнені у костюми збірної Польщі та збірної України з номерами на футболках (20 та 12), даючи 2012 рік.
Славек і Славко нагадують Трікса і Флікса — талісманів чемпіонату Європи 2008 року в Австрії та Швейцарії .